# August Ferdinand von Zech
August Ferdinand Edler Herr von Zech, ab 1729 Freiherr von Zech, ab 1745 Graf von Zech (* 8. September 1719 in Dresden; † 1. April 1793 in Merseburg) war ein deutscher Geheimer Rat, Kammerdirektor des Hochstifts Merseburg und Rittergutsbesitzer.

## Leben
Er war ein Sohn des 1716 in den Adelsstand erhobenen Bernhard Zechs und dessen Ehefrau Johanna Susanna geb. Job († 1727). August Ferdinand besuchte ab 1733 die Fürstenschule St. Afra in Meißen, danach schlug er die Verwaltungslaufbahn ein und studierte ab 1737 an der Universität Leipzig. Er wurde Hof- und Justizrat und war zuletzt Geheimer Rat und Kammerdirektor des Stifts Merseburg. Außerdem war er zum Propst in Wurzen und zum Domdechanten in Zeitz gewählt worden. Seit 1770 war er außerdem Ritter des kurpfälzischen Löwenordens.
August Ferdinand Graf von Zech besaß mehrere Rittergüter, darunter Schmorkau und bis 1764 Klingenberg sowie ab 1774 die Rudelsburg mit dem dazugehörigen Vorwerk Kreipitzsch und dem Weinberg bei Lengefeld bei Naumburg (Saale). Im Gegensatz zur Rudelsburg und dem Ort Lengefeld, welche ab Mitte des 16. Jahrhunderts zum kursächsischen Amt Eckartsberga gehörten, zählte der Gutsbezirk Kreipitzsch als Lehen des Hochstifts Naumburg-Zeitz bis 1815 zum Streubesitz des 1544 gebildeten Amts Naumburg.

## Familie
Seine erste Ehe mit Carolina Wilhelmina Johanna Sigmunda geb. von Pflugk aus der Linie Strehla wurde 1765 geschieden. Aus dieser Ehe ging der Sohn Bernhard August Ludwig Graf von Zech (1750–1805) hervor, der aufgrund von Schulden einen Großteil des ererbten väterlichen Besitzes verkaufen musste und das Kurfürstentum Sachsen verließ.
In zweiter Ehe heiratete August Ferdinand Graf von Zech 1766 seine Nichte Louisa Christiana Dorothea Freiin von Zech.